# Ото Лилијентал
Карл Вилхелм Ото Лилијентал (Анклам, 23. мај 1848 — Берлин, 10. август 1896) био је немачки пионир ваздухопловства, познат као „краљ једрилица“.
Његова заслуга је што је саградио прву успешну једрилицу-планера која је носила пилота. Са својим једрилицама остварио је преко две хиљаде летова. Прву једрилицу је изградио и испитао тек у 43. години, 1891. године. Противно свим заговорницима птичјег лета који су и даље тврдоглаво остали при томе да човек мора да маше неком врстом крила (мање-више неуспеле справе, познате као махокрилци), његова летилица је била једрилица - змај чврсте конструкције, са непокретним крилима. У ваздуху се одржавала по свим правилима савремене аеродинамике. Довољно је било одгурнути се са врха какве падине и лагано једрити у долину, брзином од двадесетак километара на сат. Али 9. августа 1896. године, за време рутинског лета једрилицом са брда Ринов, изненадан удар ветра срушио је јерилицу "Лилијентал". Летач је сутрадан издахнуо у болници.
Планери, који су били накачени на Лилијентала, су имали облик птичјих крила, а израђивани су од врбовог прућа пресвученог платном. Равнотежу у лету Лилијентал је одржавао померањем положаја тела лево-десно, напред-назад. Захваљујући ветру (сили узгона) успео је да прелети 250 метара.
Проучавао је птичји лет и написао је књигу Птичји лет као основа умећа летења.

## Занимљивости
Главни међународни аеродром немачке престонице Берлина назива се "Ото Лилијентал", и смештен је свега 8 километара северозападно од средишта града.